# Muhlenbergia arenicola
Muhlenbergia arenicola är en gräsart som beskrevs av Samuel Botsford Buckley. Muhlenbergia arenicola ingår i släktet muhlygräs, och familjen gräs. Inga underarter finns listade i Catalogue of Life.